# Gaylussacia retusa
Gaylussacia retusa är en ljungväxtart som beskrevs av Carl Friedrich Philipp von Martius och Meissn. Gaylussacia retusa ingår i släktet Gaylussacia och familjen ljungväxter. Inga underarter finns listade i Catalogue of Life.